# VII. Henrik angol király
VII. Henrik angol király (Wales, Pembroke vára, 1457. január 28. – Richmond-palota, 1509. április 21.) az első Tudor-házi uralkodó, Tudor Edmund richmondi gróf (1431–1456) és Beaufort (Lancaster) Margit, Beaufort János (Somerset grófja) unokájának fia.

## Élete
Amikor a rózsák háborújában IV. Eduárd király a Lancaster-család tagjait sorra kivégeztette vagy száműzte, a fiatal Henriket nagybátyja, Pembroke gróf mentette meg a király bosszújától. Henrik II. Ferenc bretagne-i herceg udvarába menekült, aki őt Eduárd király fenyegetései dacára sem szolgáltatta ki. Amikor azután III. Richárd zsarnok uralma következtében az angolok gyűlölete a York-házzal szemben egyre nagyobb arányokat öltött, a Lancaster-párt hívei elsősorban a fiatal richmondi grófba vetették bizalmukat, aki anyai ágon a Lancasterek birtokaira és örökségére és így a trónra is jogos igényt tartott.
Buckingham herceg, aki a legjobban sürgette Richárd megbuktatását, arra törekedett, hogy Henrik Erzsébetet, IV. Eduárd legidősebb leányát jegyezze el, mert ez az eljegyzés véget vetett volna a York- és Lancaster-család gyilkos versengésének és Richárd hatalmát még jobban megingatta volna. Richárd azonban jókor értesült a tervről, Buckinghamet a vérpadra küldte és maga kérte meg Erzsébet kezét. Ekkor már Henrik sem maradhatott tétlen. Bízva a francia udvar jóindulatában, 2000 angol katonát gyűjtött maga köré, s Harfleurben tengerre szállt. 1485. augusztus 6-án Milford-Havenban (Dél-Wales) szállt partra és a bosworthi csatában ütközött meg Richárd királlyal, aki a csatában életét vesztette.
Hívei még a csatatéren koronázták Henriket angol királlyá, akit a Richárd által elnyomott nemesség és nép is üdvözölt. Miután a gyermek Warwicket elzáratta, magát október 30-án újra megkoronáztatta. A parlament elismerését is elnyerte: nőül vette Erzsébet hercegnőt. Ilyformán (mint a pápai bulla hangsúlyozza), örökösödési joga révén, a győztes jogával és a törvényhozó testület elismerése alapján kezdte meg uralkodását. De a béke most sem köszöntött be. Részben a York-párt ellen indított üldözés, részben pedig Henrik szigora következtében több felkelésre került sor. Miután a király a Plantagenet-család utolsó sarját, Warwick grófját is kivégeztette, megszilárdította trónját.
XI. Lajos francia és Katolikus Ferdinánd spanyol király példájára a királyi hatalom növelésén fáradozott. A külpolitika terén későbbi éveiben azt a célt tartotta szemmel, hogy Angliát a kontinens bármilyen befolyásától gondosan elzárja. E szabálytól csak egyszer tért el, amikor legidősebb fiát, Arthur herceget Katolikus Ferdinánd leányával, Katalin infánsnővel eljegyeztette. A skót király ármányaitól pedig úgy szabadult meg, hogy Margit nevű leányát adta neki nőül. Henriket másodszülött fia, VIII. Henrik követte a trónon, aki virágzó országot, teli pénztárat és tekintélyes hajóhadat örökölt apjától.

Henrik személyes zászló

## Gyermekei
Felesége, Yorki Erzsébet (1466. február 11. – 1503. február 11.), 8 gyermeket szült Henriknek:
| Név          | Születés             | Halál                | Megjegyzés |
| ------------ | -------------------- | -------------------- | ---------- |
| Artúr        | 1486. szeptember 20. | 1502. április 2.     |            |
| Margit       | 1489. november 28.   | 1541. október 18.    |            |
| VIII. Henrik | 1491. június 28.     | 1547. január 28.     |            |
| Erzsébet     | 1492. július 2.      | 1495. szeptember 14. |            |
| Mária        | 1496. március 18.    | 1533. június 25.     |            |
| Edmund       | 1499. március 22.    | 1500. június 19.     |            |
| Eduárd       | ?                    | ?                    |            |
| Katalin      | 1503. február 2.     | 1503. február 10.    |            |